# Ernst Koref
Ernst Koref (* 11. März 1891 in Linz; † 15. November 1988 ebenda) war ein sozialdemokratischer Politiker und Bürgermeister von Linz von 1945 bis 1962.

## Leben
Ernst Koref wurde als fünftes von neun Kindern eines Bahnbeamten in Linz geboren. Er besuchte das Gymnasium in Linz und durfte dort dank seiner früh auffälligen Begabung 1908 eine Festrede zu Kaiser Franz Josefs 60-jährigem Regierungsjubiläum halten. Koref studierte anschließend in Wien Germanistik und Anglistik, war aber zur Erzielung seines Lebensunterhalts nebenbei als Hofmeister in adligen Häusern tätig. 1914 promovierte er zum Dr. phil. und musste nach Studienabschluss als Offizier in den Ersten Weltkrieg einrücken. Er war an der russischen Front eingesetzt, geriet in Gefangenschaft, flüchtete und beendete seinen Wehrdienst als Dolmetscher an der italienischen Front. Nach Kriegsende schloss sich Koref der Sozialdemokratie an, wobei er eine gemäßigte Linie vertrat. Koref war als Lehrer und im Landesschulrat tätig, daneben auch im Bildungswesen der SDAP. Nach dem Zweiten Weltkrieg war er als Landesschulinspektor tätig. Von 1927 bis 1934 war Koref Mitglied des Linzer Gemeinderats und 1930 bis 1934 Abgeordneter zum Nationalrat (IV. Gesetzgebungsperiode). Unter den anschließenden Diktaturen verbüßte er 1934 und 1944 politische Freiheitsstrafen. Koref und seine Geschwister waren im Nationalsozialismus auch wegen ihrer teilweise jüdischen Herkunft nach den Nürnberger Gesetzen diskriminiert.
Nach der Absetzung des nationalsozialistischen Bürgermeisters Franz Langoth wurde Koref am 7. Mai 1945 von der amerikanischen Besatzungsmacht als Linzer Bürgermeister eingesetzt und durch folgende demokratische Wahlen im Amt bestätigt. Im Rahmen der ersten Länderkonferenz konnte Koref als Vermittler erfolgreich den Abbruch der Konferenz verhindern.
Ernst Koref blieb bis zum 10. September 1962 Bürgermeister. Sein Nachfolger wurde Edmund Aigner. Bis 1958 war Koref auch als Nationalratsabgeordneter tätig (V., VI., VII. und VIII. Gesetzgebungsperiode). 1980 publizierte Koref seine Erinnerungen in Die Gezeiten meines Lebens, 1981 die Rückschau auf Als ich 19 war.
Koref ist es zuzuschreiben, dass der Wiederaufbau nach dem Zweiten Weltkrieg zügig verlief. Die Wohnungsnot wurde durch die Schaffung von Wohnbaugenossenschaften gelindert. Außerdem wurden zahlreiche Parkanlagen angelegt, darunter der Botanische Garten; zahlreiche Kindergärten, Tagesheimstätten und Schulen, wie etwa das Schulzentrum am Bindermichl, wurden errichtet oder wiederaufgebaut. Außerdem erfolgten in seiner Amtszeit, als deren wesentlichstes sichtbares Merkmal die Prägung von Linz als Industriestadt zu erachten ist, der Baubeschluss für die Linzer Universität, die Gründung von Volkshochschule und Neuer Galerie (nun Lentos), die Kunstschule (nun Kunst-Uni) und die Modernisierung des Allgemeinen Krankenhauses. Auch die Gründung der Kepler-Uni war ihm ein Anliegen. Bildungspolitisch vertrat er – auch im Widerspruch zum Zeitgeist – das klassische humanistische Bildungsideal.

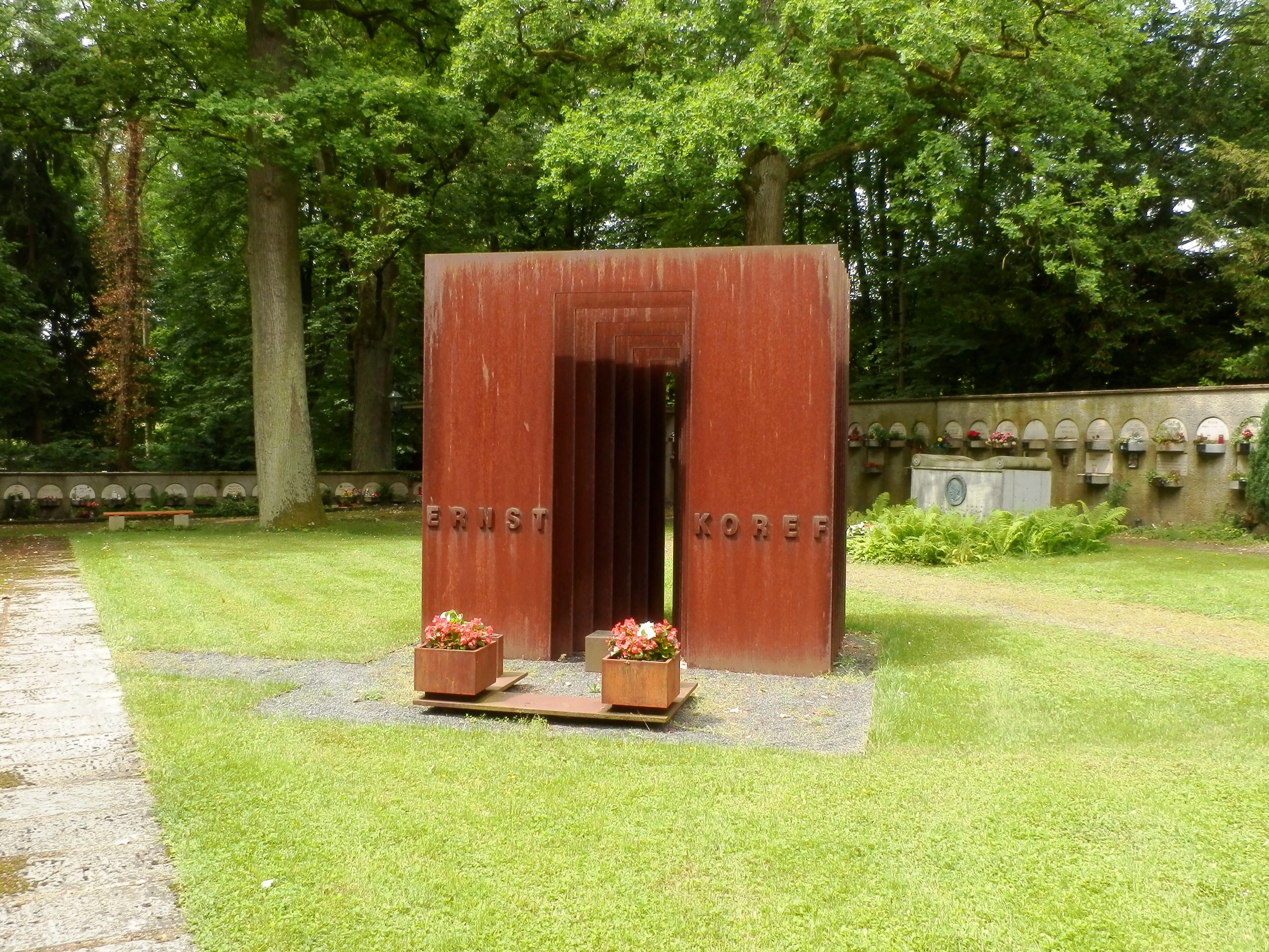
Urnenhain Urfahr, Grabstätte von Bürgermeister Ernst Koref. Rechts hinten das Grab von Bürgermeister Josef Dametz.

Ernst Koref gilt als bedeutendster Bürgermeister von Linz nach 1945. Von 1958 bis 1965 war er als Mitglied des Bundesrats tätig (VIII., IX. und X. Gesetzgebungsperiode). Seine Tochter Beatrix Eypeltauer, die ebenfalls in die Politik ging, war von 1979 bis 1987 Staatssekretärin im Bundesministerium für Bauten und Technik. Korefs Urenkel, Felix Eypeltauer ist seit 2019 Abgeordneter der NEOS.
Der Politiker wurde am Urnenhain Linz-Urfahr bestattet.
Ernst Koref war ab 1948 Mitglied der Sammelloge Humanitas renata, ab 1949 der Loge Gleichheit, 1950 Gründungsmitglied der reaktivierten Loge Zu den 7 Weisen und ab 1968 Ehrenmitglied der Großloge von Österreich.

### Familie
Koref war mit der Schauspielerin und Dramatikerin Elmire Koref verheiratet. Seine Tochter Beatrix Eypeltauer war Nationalratsabgeordnete (SPÖ) und in den 1970er bzw. 1980er Jahren Staatssekretärin. Sein Urenkel Felix Eypeltauer war Nationalratsabgeordneter, nun ist er Abgeordneter sowie Klubobmann im oberösterreichischen Landtag (NEOS).

## Auszeichnungen und Ehrungen
- Ehrenmitglied des Roten Kreuzes (1950)
- Großes Goldenes Ehrenzeichen für Verdienste um die Republik Österreich (1955)
- Großer Ehrenring von Linz (1958)
- Ehrenbürger von Linz (1962)
- Ehrenmitglied des Österreichischen Städtebundes (1963)
- Großes Ehrenzeichen des Landes Oberösterreich (1966)
- Ehrensenator der Hochschule für Sozial- und Wirtschaftswissenschaften, Linz (1969)[9]
- Ehrenzeichen für Verdienste um die Befreiung Österreichs (1977)[10]
- Große Viktor-Adler-Plakette
- Silberne Tapferkeitsmedaille I. Klasse
- In Linz verläuft die Koref-Promenade, die 1992 nach Ernst Koref benannt wurde, zwischen dem Lentos Kunstmuseum und der Eisenbahnbrücke.
- Während seiner Amtszeit als Bürgermeister von Linz wurde vom Gemeinderat der Bau des Bindermichler Schulzentrums beschlossen, das dann 1962 auch seinen Namen erhielt. Bis zum heutigen Tag heißt das Schulzentrum in der Ramsauerstraße 61 Dr.-Ernst-Koref-Schule. Es beherbergt die Musikvolksschule 30 und die Neue Musikmittelschule 22, die früheren Hauptschulen 21 und 22.
- Im Kulturquartier Ursulinenhof in Linz gibt es die Club-Galerie Linz der Dr.-Ernst-Koref-Stiftung.
- Ernst Koref gilt im Einbürgerungstest für Oberösterreich als berühmter Oberösterreicher.[11]